# Európai Filmakadémia
Az Európai Filmakadémia (angolul: European Film Academy, rövidítése: EFA) egy filmes szakmai szervezet, amelyet európai filmkészítők alapítottak 1989-ben Berlinben az európai filmes kultúra támogatására.
Céljainak elérése érdekében szoros kapcsolatot tart fenn az európai filmiparral és az alkotókkal, különféle konferenciákat, szemináriumokat és szakmai találkozókat kezdeményez, illetve vesz részt ilyeneken. Leglátványosabb tevékenysége, hogy – az amerikai Oscar-díj mintájára – minden év végén Európai Filmdíjjal jutalmazza a európai filmművészet legjelentősebb alkotásait és alkotóit, ezzel bátorítva őket a filmkészítésre és így híva fel rájuk a közönség, valamint a média figyelmét. Az ünnepélyes díjátadásra páratlan években Berlinben, páros években pedig Európa egy-egy nagyvárosában kerül sor.

## Európai Filmakadémia

### Története
1988-ban Ingmar Bergman svéd filmrendező kezdeményezésére 13 európai filmrendező felhívást intézett az európai filmkészítőkhöz az Európai Filmdíj alapítására és ahhoz kapcsolódóan egy Európai Filmakadémia esetleges megalakítására az európai kultúra védelme érdekében, annak valódi értékeinek támogatásával és kellő figyelem ráirányításával, hogy visszaszerezhesse közönségét az egész világon. Még az év novemberében – az első Európai Filmdíj nyugat-berlini átadása alkalmából – 40 európai filmkészítő döntött a szervezet létrehozásáról, ami végül is 1989 elején alakult meg Európai Filmtársaság (European Cinema Society) elnevezéssel. Első elnöke Ingmar Bergman, ügyvezető elnöke pedig Wim Wenders lett.
Két évvel később a szervezet neve megváltozott, ekkor lett Európai Filmakadémia.
Ingmar Bergmant 1996-ban Wim Wenders követte az elnöki székben, őt Agnieszka Holland lengyel filmrendező váltotta 2021. január 1-jével. Mivel ő teljes idejét újra filmkészítésre akarta fordítani, 2024. május 1-jével Juliette Binoche vette át az erősen szimbolikus erővel bíró elnöki tisztet.
1996-ban az ügyvezető Nik Powell filmproducer, a brit Nemzeti Film és Televíziós Iskola igazgatója lett. Őt 2003-ban Humbert Balsan francia producer követte, akinek 2005-ben bekövetkezett váratlan halála után az ugyancsak francia producer Yves Marmion lett az ügyvezető elnök. 2013-tól 2019 végéig Agnieszka Holland töltötte be a posztot, 2020-tól pedig Mike Downey ír filmproducer.

### Tevékenysége
Az Akadémia 1996-os közgyűlése az eredeti 99 fős korlátot eltörölte, azóta a szervezet létszáma folyamatosan nő, 2015-ben meghaladta a 3100 főt. Céljai elérésének érdekében az Akadémia folyamatosan szoros kapcsolatot tart fenn az európai filmiparral és az alkotókkal, a filmkészítéssel kapcsolatos különféle politikai, gazdasági, művészeti és oktatási célú konferenciákat, szemináriumokat és workshopokat kezdeményez, illetve vesz részt azokon. Ezeknek egy közös célja van: hidat építeni az alkotók és az ipar közé. Az EFA tevékenysége az Európai Filmdíj év végi átadásában csúcsosodik ki.
Számos EFA-esemény intézményesült már az európai filmközösség részére:
- Az európai filmkultúra kincsei (Treasures of European Film Culture) elnevezésű 2015. évi EFA-kezdeményezés az európai filmművészet szimbolikus jelentőségű, történelmi értékkel bíró helyszíneinek lajstromba vételére, amelyeket meg kell őrizni a jövő generációi számára.[10] 2022 szeptemberében a Filmakadémia külön európai filmörökségi részleget (European Film Heritage Department) hozott létre, amelynek feladata a filmkultúra kincseinek kezelése, valamint egy páneurópai filmörökségi hálózat kiépítése, a nemzeti filmtékák, archívumok és intézmények összekötésével. Ily módon információkat oszthatnak meg a filmekkel és alkotóikkal kapcsolatos eseményekről, évfordulókról, intézményekről, vagy a filmtörténet szempontjából releváns témákról, s aktívan összekapcsolhatják az egyes kezdeményezéseket a különböző európai országokban és régiókban. [11]
- A rövidfilmes kezdeményezés (The Short Film Initiative) az Európai Filmakadémia és az EFA Productions GmbH kezdeményezése, számos európai filmfesztivállal együttműködve. Egy független zsűri minden évben tizenöt európai filmfesztivál versenyprogramjában bemutatja be az Európai Filmdíj rövidfilm kategóriájába benevezett alkotások egyikét.
- A Vasárnap az országban (Sunday in the Country) elnevezésű, fiatal európai tehetségek számára szervezett hosszúhétvége, melynek keretében EFA-tagok találkoznak kb. tíz európai fiatal alkotóval. E kötetlen légkörű összejövetelek olyan ötlet- és tapasztalatcserét garantálnak, amelyek messze túlmutatnak a megszokott műhelymunkák eredményein.
- A Konferenciák és szemináriumok minden évben (Conferences and Seminars Every year) rendezvény keretében az Európai Filmakadémia egy sor konferenciát kezdeményez és/vagy támogat, amelyek fokozzák a vitát a filmről a földrészen, élénk eszmecseréknek biztosítanak helyszínt a filmes szakemberek részére és párbeszédet teremtenek arról, milyen is az európai film, hogyan változik és merre tart.
- A Mesterkurzusok - ötvözve az elméleti és gyakorlati oktatást - értékes képzési lehetőséget biztosítanak a fiatal tehetségek részére. Az előadók között olyan neves filmes szakemberek találhatók, mint Jean-Jacques Annaud, Jan De Bont, Henning Carlsen, André Delvaux, Bernd Eichinger, Krzysztof Kieślowski, Jiří Menzel, Tilda Swinton, Szabó István, Marc Weigert, Mike Newell, Tsui Hark, Allan Starski és Anthony Dod Mantle.

Mivel a szervezetnek, illetve titkárságának a kezdetektől Berlin volt a székhelye, ott vették nyilvántartásba, mint nonprofit szervezetet.
Székhelye: European Film Academy e. V. – Stralauer Allee 2, 10245 Berlin, Deutschland (“Spreespeicher” building), tel.: +49-30-887-1670, fax: +49-30-887-167-77 

### Finanszírozása
Az Európai Filmakadémiát alapvetően a Német Nemzeti Lottószövetség finanszírozza, pénzügyi támogatást ad még a német Kulturális és Média Bizottság szövetségi biztosa, az Európai Unió MEDIA Programja, a Medienboard Berlin-Brandenburg GmbH, valamint az Akadémia európai tevékenységéhez csatlakozó partnerek és szponzorok. Mindezeken felül a szervezetet támogatja a nemzetközi filmipar is.
Az Európai Filmdíj-gálákat az Európai Filmakadémia és annak produkciós cége, az EFA Productions GmbH közösen szervezi és bonyolítja le, azonban a finanszírozása az Európai Filmakadémiától függetlenül, magán és állami forrásokból, valamint nemzetközi televíziós jogdíjakból történik.

## Vezetése és szervezete
EFA elnökök:
- 1989–1996 : Ingmar Bergman filmrendező, Svédország
- 1996–2021 : Wim Wenders filmrendező, Németország
- 2021–2024 : Agnieszka Holland filmrendező, Lengyelország[8]
- 2024–         : Juliette Binoche színésznő, Franciaország[9]

EFA ügyvezető elnökök:
- 1989–1996 : Wim Wenders filmrendező, Németország
- 1996–2003 : Nik Powell filmproducer, Egyesült Királyság
- 2003–2005 : Humbert Balsan filmproducer, Franciaország
- 2005–2013 : Yves Marmion filmproducer, Franciaország
- 2013–2020 : Agnieszka Holland, filmrendező Lengyelország
- 2020–         : Mike Downey filmproducer, Írország

A szervezet élén az elnök áll. A politikai célokat és azok elérésének módjait, tartalmát az Akadémia Berlinben székelő 16 fős igazgatótanácsa határozza meg, élén az ügyvezető elnökkel, akinek munkáját két helyettes segíti. Az Akadémiának négy tiszteletbeli igazgatótanácsi tagja van. A napi ügyeket a titkárság végzi, élén az igazgatóval.
Elnök: Juliette Binoche filmrendező, Lengyelország
Ügyvezető elnök: Mike Downey filmproducer, Írország 
Alelnökök:
- Rebecca O’Brien, filmproducer, Egyesült Királyság
- Ada Solomon, filmproducer, Románia

Igazgatótanács: 16 fő
Tiszteletbeli igazgatótanácsi tagok:
- Ben Kingsley színész, Egyesült Királyság
- Szabó István filmrendező, Magyarország

Igazgató: Matthijs Wouter Knol filmproducer, Hollandia 

## Tagság
Az Európai Filmakadémiának 54 országból 3984 szavazati joggal rendelkező tagja van. Ezen felül 4 tiszteletbeli tagsági címmel rendelkezik:
- Gianni Amelio filmrendező,  Olaszország
- Sophia Loren színésznő,  Olaszország
- David Puttnam filmproducer,  Egyesült Királyság
- Paolo Taviani filmrendező,  Olaszország

Korábbi tiszteletbeli tagok:
- Miloš Forman (1932–2018) filmrendező,  Csehország
- Michel Piccoli (1925–2020) színész  Franciaország
- Vittorio Taviani (1929–2018) filmrendező,  Olaszország

Az Akadémia tagja csak olyan európai filmes szakember lehet, akinek a munkásságát Európában elismerik, és aki kinyilvánítja arra való hajlandóságát, hogy aktívan támogatja az Akadémia céljait, és részt vesz az Akadémia képzési és promóciós tevékenységeiben.
Az éves tagsági díj 225 EUR, 36 év alatt 100 EUR.
A tagság kritériumai:
- A pályázónak már legalább 3 filmes produkciókban kellett dolgoznia (játékfilm, dokumentumfilm vagy animációs film) és szerepelnie ezen filmek stáblistáján.
- Két EFA-tag előzetes támogatásával, ajánlásával kell rendelkeznie.
- Az Európai Filmdíjra jelölteket és annak győzteseit automatikusan felkérik az akadémiai tagságra.
- Az EFA igazgatótanácsa külön-külön határozattal dönt minden egyes nem-kreatív vagy intézményi szekcióba történő felvételről.[16]

A tagok az alábbi 18 szekció valamelyikének munkájában vehetnek részt:
1. színész / színésznő
2. filmrendező
3. díszlet- és látványtervező
4. szereposztó rendező
5. forgalmazó / kiállító
6. forgatókönyvíró
7. operatőr
8. filmvágó
9. hangzás-tervező
10. zeneszerző
11. fesztiválszervező
12. művészügynök
13. jelmeztervező
14. nemzetközi értékesítési ügynök
15. technikus
16. filmkritikus / szakújságíró
17. filmproducer
18. intézményvezető (pl. filmiskola)

A tagság országonkénti megoszlása a következő: 
1. Németország 709
2. Olaszország 324
3. Egyesült Királyság 284
4. Spanyolország 240
5. Franciaország 206
6. Lengyelország 190
7. Svájc 168
8. Hollandia 152
9. Dánia 159
10. Svédország 152
11. Ausztria 121
12. Belgium 90
13. Norvégia 80
14. Finnország 78
15. Oroszország 69
16. Görögország 68
17. Románia 64
18. Írország 63
19. Csehország 62
20. Izrael 61
21. Magyarország 59
22. Izland 58
23. Ukrajna 54
24. Szerbia 48
25. Szlovénia 40
26. Horvátország 38
27. Törökország 38
28. Bulgária 30
29. Luxemburg 28
30. Szlovákia 28
31. Litvánia 23
32. Portugália 22
33. Bosznia-Hercegovina 20
34. Észtország 20
35. Lettország 20
36. Koszovó 16
37. Észak-Macedónia 15
38. Grúzia 15
39. Ciprus 14
40. Amerikai Egyesült Államok 12
41. Montenegró 7
42. Albánia 6
43. Örményország 4
44. Fehéroroszország 3
45. Kazahsztán 3
46. Málta 3
47. Palesztina 3
48. Ausztrália 1
49. Azerbajdzsán 1
50. Grönland 1
51. Hongkong 1
52. Kanada 1
53. Kirgizisztán 1
54. Kolumbia 1

## Európai Filmdíj
Az Európai Filmakadémia leglátványosabb tevékenysége az Európai Filmdíj (korábbi nevén Felix-díj) díjátadó gálájának megrendezése. Az 1989-ben alapított díjat, amelyet neveznek „európai Oscarnak” is, az év végén osztják ki, több mint tíz kategóriában. Az elismeréssel az Akadémia célja az, hogy ráirányítsa a közönség figyelmét az európai filmre, népszerűsítse annak kulturális és művészi értékeit, és erősítse a közvélemény bizalmát ezen alkotások szórakoztató értékét illetően. Ennek gyakorlati megvalósítása érdekében 1997-ben közönségdíjakat (People Choice Awards) alapítottak, mely kategóriákban 2005-ig a kedvenc színészekre és rendezőkre lehetett szavazni; 2009 óta pedig a legjobb filmre. E szavazásokat mindvégig óriási reklámkampány kíséri az európai filmes magazinokban. Ugyanezt a célt szolgálja, hogy a díjra jelölt filmeket vetítéseken mutatják be a közönségnek több európai városban (Berlin, Edinburgh, London, Stockholm, Strasbourg, Varsó).
Az Akadémia tagjai aktívan részt vesznek a kiválasztási, jelölési és odaítélési eljárásban.
Tekintettel arra, hogy a díjátadó gálát hagyományosan az értékelt év végén rendezik, az Európai Filmdíj elsőnek számít az éves nemzetközi díjak sorában, így legtöbb jelöltje, illetve nyertese ott található a következő hónapokban a Golden Globe-, vagy Oscar-jelöltek között.
Az elismerés trófeája egy női alakot ábrázoló ezüst szobor.

## Fordítás
- Ez a szócikk részben vagy egészben  az   European Film Academy című angol Wikipédia-szócikk ezen változatának fordításán alapul.  Az eredeti cikk szerkesztőit annak laptörténete sorolja fel. Ez a jelzés csupán a megfogalmazás eredetét és a szerzői jogokat jelzi, nem szolgál a cikkben szereplő információk forrásmegjelöléseként.